# Carxi
Carxi (em usbeque: Qarshi/Қарши; em russo: Карши; romaniz.: Karshi; em persa: نخشب‎; romaniz.:  Nakhshab) é uma cidade do sul Uzbequistão, capital do vilaiete (viloyat; província) de Casca Dária. Tem 82 km²[carece de fontes?] e em 2020 tinha 274 891 habitantes.
É o centro dum oásis fértil que produz trigo, algodão e seda, que foi um local de paragem na rota de caravanas de camelos entre Bactro (Balkh, perto da atual Mazar e Xarife, no Afeganistão) e Bucara. Quase toda a cidade está rodeada por campos de algodão. É conhecida pelos seus tapetes e um importante centro de produção de gás natural.
Fica 140 km a sudoeste de Samarcanda (distâncias por estrada), 160 km a sudeste de Bucara, 450 km a sudoeste de Tasquente, 275 km a noroeste de Termez (que praticamente faz fronteira com o Afeganistão), 300 km a oeste da fronteira com o Tajiquistão, 370 km a oeste de Duchambé (a capital tajique) e 70 km a norte da fronteira com o Turquemenistão.

## História
Na Antiguidade chamada Nakhshab, Carxi foi uma cidade soguediana, que pode ter sido a Eucratideia do Reino Greco-Báctrio (séculos II e II a.C.) mencionada em obras de autores greco-latinas como Estrabão e Ptolemeu. Durante o período em que pertenceu a estados muçulmanos turcomanos chamou-se Naçafe (Nasaf). O seu nome atual surgiu quando pertenceu ao Império Mongol. A partir do século XVI Carxi integrou o Canato de Bucara e depois do século XVIII e até ao início do século XX, o Emirado de Bucara, dos quais era uma duas principais cidades a seguir à capital Bucara.
O cãs chagatai Kebek (r. 1309–1310 e c. 1318–1325/1326) e Cazã (r. 1343–1346) tiveram palácios na cidade, no local da pastagem de verão de Gêngis Cã. Em 1364 Tamerlão construiu um palácio fortificado com fossos no que é hoje a parte sul da cidade. O nome Carxi (Qarshi) significa fortaleza.
Com o declínio de Xacrisabez (Shahrisabz) no século XVIII Carxi ganhou importância e tornou-se a residência do príncipe herdeiro do Emirado de Bucara. A cidade tinha então duas cercas de muralhas, dez caravançarais e quatro madraças. Em 1868 os russos anexaram o vale do Zarafexã e em 1873 o tratado pelo qual o Emirado de Bucara se tornou um protetorado russo foi assinado em Carxi, contra a vontade do filho do emir, Abedal Maleque, que se rebelou e foi para as montanhas.
No início dos anos 1970, foi completada a primeira fase dum grande projeto de irrigação que incluía o transvase de água do Amu Dária desde o Turquemenistão para o Uzbequistão, para irrigar os terrenos em redor de Carxi. Praticamente todos esses terrenos irrigados são usados para produzir algodão.

## Clima
O clima de Carxi é do tipo semiárido frio (BSk na classificação de Köppen-Geiger).
| Dados climatológicos para Qarshi (1981–2010)                                                                                                 | Dados climatológicos para Qarshi (1981–2010) | Dados climatológicos para Qarshi (1981–2010) | Dados climatológicos para Qarshi (1981–2010) | Dados climatológicos para Qarshi (1981–2010) | Dados climatológicos para Qarshi (1981–2010) | Dados climatológicos para Qarshi (1981–2010) | Dados climatológicos para Qarshi (1981–2010) | Dados climatológicos para Qarshi (1981–2010) | Dados climatológicos para Qarshi (1981–2010) | Dados climatológicos para Qarshi (1981–2010) | Dados climatológicos para Qarshi (1981–2010) | Dados climatológicos para Qarshi (1981–2010) | Dados climatológicos para Qarshi (1981–2010) |
| Mês | Jan                                          | Fev                                          | Mar                                          | Abr                                          | Mai                                          | Jun                                          | Jul                                          | Ago                                          | Set                                          | Out                                          | Nov                                          | Dez                                          | Ano                                          |
| --- | -------------------------------------------- | -------------------------------------------- | -------------------------------------------- | -------------------------------------------- | -------------------------------------------- | -------------------------------------------- | -------------------------------------------- | -------------------------------------------- | -------------------------------------------- | -------------------------------------------- | -------------------------------------------- | -------------------------------------------- | -------------------------------------------- |
| Temperatura máxima média (°C) | 8,7                                          | 11,8                                         | 17,2                                         | 24,5                                         | 30,8                                         | 36,4                                         | 38,1                                         | 36,5                                         | 31,2                                         | 24,3                                         | 17,3                                         | 10,6                                         | 38,1                                         |
| Temperatura mínima média (°C) | −1,0                                         | 0,6                                          | 5,3                                          | 11,0                                         | 15,9                                         | 20,3                                         | 22,2                                         | 19,7                                         | 13,7                                         | 8,0                                          | 4,2                                          | 0,4                                          | −1,0                                         |
| Precipitação (mm) | 32,5                                         | 35,9                                         | 52,5                                         | 32,6                                         | 19,3                                         | 1,7                                          | 0,8                                          | 0,1                                          | 1,5                                          | 5,4                                          | 21,9                                         | 32,9                                         | 237,1                                        |
| Dias com precipitação | 11                                           | 11                                           | 12                                           | 9                                            | 7                                            | 2                                            | 1                                            | 0                                            | 1                                            | 4                                            | 7                                            | 10                                           | 75                                           |
| Humidade relativa (%) | 79                                           | 74                                           | 72                                           | 64                                           | 48                                           | 33                                           | 30                                           | 33                                           | 38                                           | 48                                           | 62                                           | 78                                           | 66                                           |
| Fontes: Centro do Serviço Hidrometeorológico da República do Uzbequistão (Uzhydromet); Deutscher Wetterdienst (Serviço Meteorológico Alemão) |                                              |                                              |                                              |                                              |                                              |                                              |                                              |                                              |                                              |                                              |                                              |                                              |                                              |

## Infraestruturas, desporto, educação e monumentos

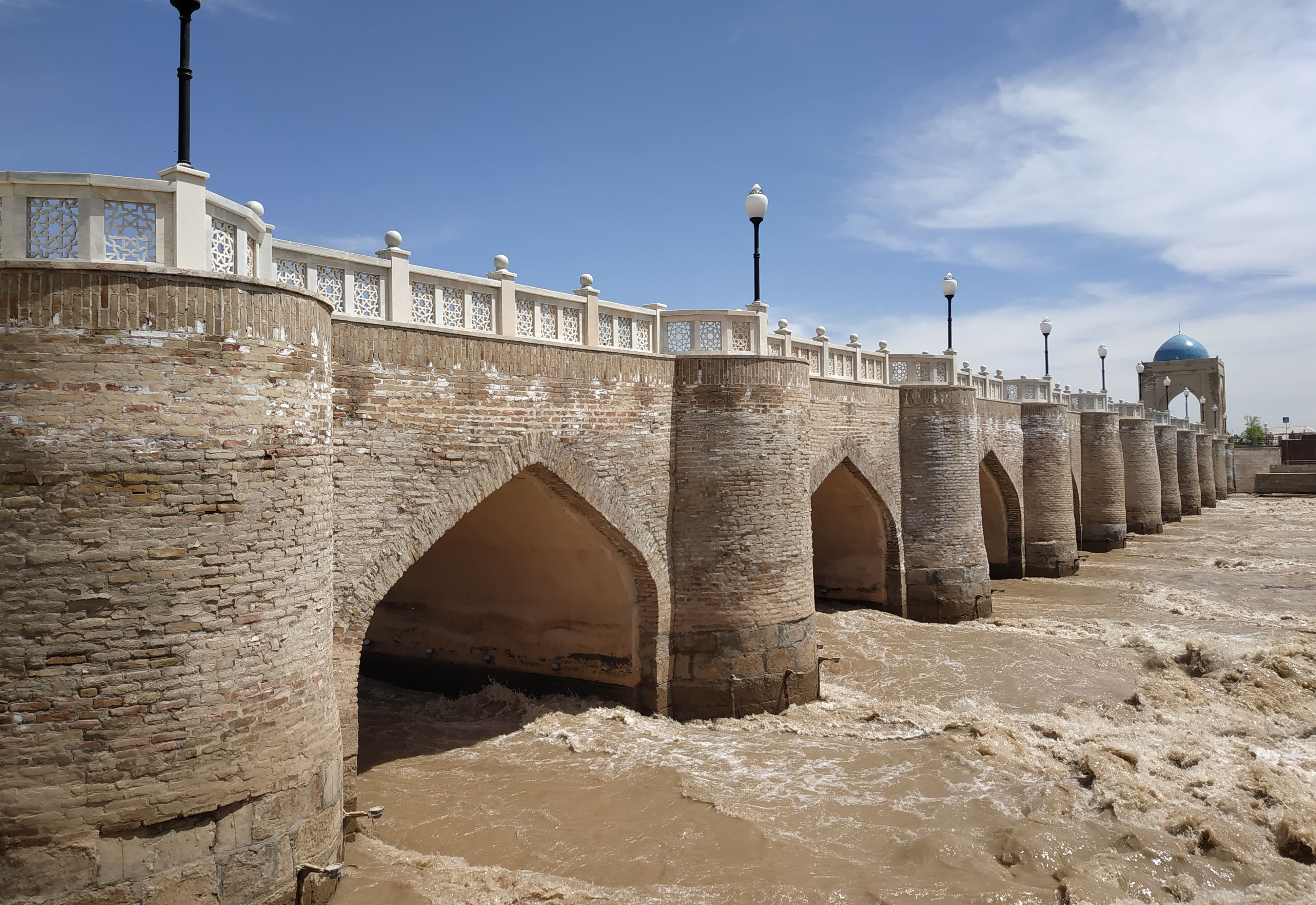
Ponte antiga sobre o Casca Dária (Qashqadaryo) em Carxi

Na cidade há uma universidade e um instituto superior de engenharia e economia. O Aeroporto de Carxi (IATA: KSQ, ICAO: UTSK) tem voos regulares para Tasquente, Navoi e algumas cidades russas. O principal clube de futebol é o Nasaf Qarshi, fundado em 1986, que compete na primeira divisão nacional e joga no Estádio Markaziy, inaugurado em 2008 e com capacidade para 16 000 espectadores.
Principais monumentos
A Madraça Coja Adbalazize (Khoja Adbul Aziz) é a maior da cidade e nela está instalado o Museu Regional. A Madraça Rabia é feminina foi construída no final do século XIX. A Mesquita Kok Gumbaz faz parte dum conjunto monumental do século XVI. O Memorial da Grande Guerra Patriótica (Segunda Guerra Mundial) é um dos maiores monumentos do seu género da ex-União Soviética.